# بوس فولن
بوس فولن (به لاتین: Bös Fulen) یک کوه در سوئیس است که در کانتون گلاروس واقع شده‌است. بوس فولن ۲٬۸۰۲ متر بالاتر از سطح دریا واقع شده‌است.